# Амштеттен
Амштеттен (нім. Amstetten) — місто в Австрії, адміністративний центр округу Амштеттен федеральної землі Нижня Австрія. Населення 23 046 чоловік (2005).

## Історія
В районі міста знайдені поселення часів кам'яної та бронзової доби. В письмових джерела вперше згадується у 1111 р. З 1868 р. Амштеттен став центром округу.

## Відомі мешканці
В Амштеттені народився та мешкав Йозеф Фріцль, який протягом 24 років тримав у полоні та ґвалтував у підвалі свого будинку власну дочку (докладніше див. Справа Фріцля) .